# Magyar Agár
Der Magyar Agár ist eine von der FCI anerkannte ungarische Hunderasse (FCI-Gruppe 10, Sektion 3, Standard Nr. 240).

## Herkunft und Geschichtliches
Der Magyar Agár ist eine bodenständige Jagdhunderasse, die den Windhunden zugeordnet wird. Sein Ursprung ist bis zur Zeit der Eroberung des Landes durch die Magyaren, ein altes Reitervolk, das ursprünglich nomadisierend in den Steppengebieten des Ural zu Hause war, zurückzuverfolgen. Um die Schnelligkeit zu erhöhen, wurden im 19. Jahrhundert weitere Windhundrassen mit eingekreuzt. Seit 1966 ist der Magyar Agar als eigenständige ungarische Rasse von der FCI anerkannt.

## Beschreibung
Bis zu 70 cm großer Windhund mit kurzem dichtem und rauem Haar, das glatt anliegt. Im Winter kann sich dichte Unterwolle in beträchtlicher Menge ausbilden. Alle Farben, die auch bei anderen Windhunden vorkommen. Alle Verdünnungen, d. h. Blau und Schokobraun sind nicht erlaubt, ebenso Black and Tan. Die Ohren sind recht groß, von dicker Struktur, mittelhoch angesetzt und schmiegen sich als gut getragenes Rosenohr am Hals an. Der Magyar Agar ist etwas kleiner als der Greyhound, dabei stämmiger, mit kräftigem Körperbau und starken Knochen, ohne schwer zu wirken. Er besitzt einen breiten Kopf mit ausgeprägten Backen, einer geraden Rückenlinie und großen kräftigen Pfoten.
Das durchschnittliche Gewicht liegt bei 22–31 kg. Bei guter Gesundheit, kann der ungarische Hund bis zu 14 Jahre alt werden.

## Wesen
Sein Wesen ist treu, folgsam, leichtführig, zäh, ruhig zu Hause und aktiv im Gelände. Dieser Hund ist aufgeweckt und intelligent. Der Agar passt sich den Lebensgewohnheiten der Besitzer an. Er ist für Familien genauso geeignet wie für sportlich ambitionierte Menschen. Im Gelände kann er seinen Jagdinstinkt ausleben.

## Verwendung
Der Magyar Agar ist ein schneller, unermüdlicher, zäher und sehr kräftiger Jagd- und Hetzhund. Mit großer Kraft und Ausdauer ist er fähig, nicht nur Hasen, sondern auch großes Wild wie Reh oder Hirsch zu jagen. Er ist ein sehr ausdauernder Läufer und somit für längere Strecken geeignet. Von seiner Herkunft her ist er ein vom Pferd geführter Jagd- und Hetzhund. Man kann den Magyar Agar heutzutage auch bei Windhundrennen antreffen, was seinem Wesen und seiner Leidenschaft entspricht.